# Aloe subulata
Aloe subulata é uma espécie de liliopsida do gênero Aloe, pertencente à família Asphodelaceae.